# گوناها

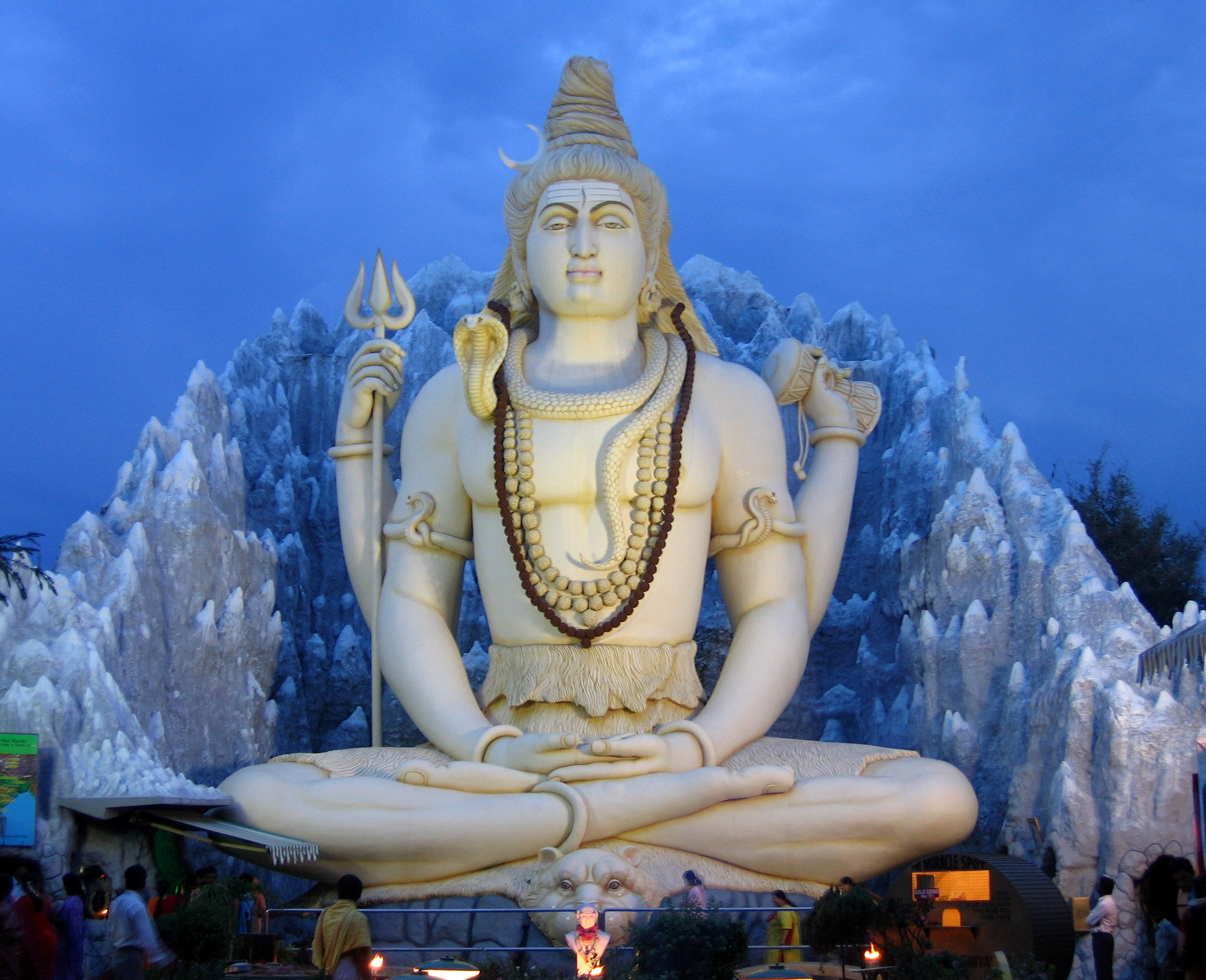
تصویری از مورتی (مجسمه) خدای هندو، شیواساخته شده توسط مجسمه‌ساز کاشینات. این مجسمه ۶۵ فوت (۲۰ متر) ارتفاع دارد، از بتن ساخته شده و در معبد شیوا شیوهام (همچنین با نام معبد شیوا کمپفورت، که قبلاً با نام شیو مندیر شناخته می‌شد)، مرکز خرید کمپ فورت، جاده فرودگاه قدیمی، راماگیری، موروگشپالیا، بنگلور، کارناتاکا، هند واقع شده است. یک سازه تونل مانند در زیر مجسمه وجود دارد که مدل‌های مختلف شیوا در آن نگهداری می‌شوند.

گوناها (انگلیسی: gunas)، گوناها در شمار جوهر و نیروی حیات و خلاقِ ماده اولیه قرار دارند و دخیل در ساختار خلقت هستند. گوناها ویژگیهای مجزای خود را دارند.

## شناختفقط یک کیفیت است
بر طبق مکتب «نیایا» چون فقط کیفیت (guna) است که بر اساس ملازمه به جوهری (dravya) تعلق می‌گیرد و جزء لاینفک آن می‌شود، پس باید نتیجه گرفت که شناخت، فقط یک کیفیت تواند بود و ادراک که نوع خاص شناخت است، کیفیت مخصوص روح است.

## سه جوهر
«پراکریتی» ماده اولیه و اصل منفعل و مؤنث آفرینش و بطن صور عالم است.
سه جوهر یا سه صفت متشکله یعنی «گونا» از پراکریتی پدید می‌آید.
1. ساتوا (کیفیت نور): در گیتا جوهر روشنائی یا تمایل تصاعدی است. که درخشان و منزه است و انسان را به سوی معرفت و شادی و سرور رهبر است.
2. راجاس (کیفیت حرکت): جوهر تحرک یا تمایل انبساطی است که ایجاد کنندهٔ عطش حیات و دلبستگی است. و انسان را به سوی فعالیت هدایت می‌کند.
3. تاماس (کیفیت تاریکی): جوهر تاریکی و سکوت یا تمایل نزولی است که پدید آورندهٔ نادانی و عامل گمراهی همه موجودات است.

## سانکهیا
در سامخیا (سانکهیای) کلاسیک این سه صفت هم به مراتب اخلاقی و ذهنی تعلق می‌گیرد و هم با مقولات دیگر جهان‌شناسی ارتباط دارند و «گوناها» جزء لاینفک «پراکریتی» هستند و هنگام بازگشت کثرات به وحدت، سه جوهر به پراکریتی مراجعت می‌کنند و خصائص خود را از دست می‌دهند و با آن یکی می‌گردند.

## بهگود گیتا
در بهگود گیتا این سه صفت یا جوهر فقط به مراتب روانی و ذهنی و اخلاقی ارتباط دارند. در گیتا «گوناها» از پراکریتی پیدا می‌شوند.

## چیتا
چیتا به مصداق شعلهٔ شمعی است که دائم در تغییر و تبدیل است زیرا تحت تأثیر فعالیت‌های تصاعدی و نزولی و انبساطی سه جوهر است.

## ویاسا
«ویاسه»(vyasa)می‌گوید: هنگامی که مراتب رنج آلود ذهن منهدم گردد، سه جوهر ذهن، نیرو، ماده (guna) وظائف خویش را به پایان می‌رسانند. و روح در تجرد کامل به روشنائی ذاتی خویش نمایان می‌شود.

## جوهر ذهن
جوهر ذهن (sattva) که خاصیتش روشنائی است چون با دو جوهر تحرک و تاریکی (rajas-tamas) بیامیزد به قصد حکمرانی بر اشیاء بر می‌آید و به آنان علاقه می‌ورزد. حال اگر جوهر تاریکی (tamas) چیره شود، ذهن به عدم فضیلت و عدم معرفت و عدم بی تعلقی می‌گراید و اگر جوهر تحرک (ragas) بر آن غلبه بیابد، به صفات فضیلت و معرفت و بی علاقگی روی می‌آورد و اگر از پلیدی جوهر تحرک نیز آزاد گردد در ذات خود قرار می‌یابد و در این مقام ذهن به معرفت تفکیکی بین روح و ماده ممتاز می‌شود و این حالت معرفت و اشراق است.

## خواب
خواب تحت تأثیر فعل و انفعالات سه جوهر (صفت سازمان بخشنده)، «guna» است و بر حسب آنکه تحت تأثر یکی از این سه جوهر باشد، حالت خواب متفاوت خواهد بود.
از این سبب خواب می‌تواند خوشایند باشد (sattvika) و در این صورت تحت نفوذ جوهر نیکی (تمایل تصاعدی) است یا پریشان (rajasika) باشد و در این صورت جوهر تحرک (تمایل انبساطی) بر آن غلبه دارد، یا ساکن و تاریک (tamasika) است و در این صورت جوهر سکون و تاریکی (صفت نزولی) در آن رسوخ و نفوذ کرده‌است.